# Elionor d'Aragó i de Castella
Elionor d'Aragó (1182 - 1226), princesa d'Aragó i comtessa consort de Tolosa.
Nasqué el 1182 sent filla del comte-rei d'Aragó Alfons el Cast i la seva segona muller, Sança de Castella. Era neta per línia paterna del comte Ramon Berenguer IV i la reina Peronella d'Aragó, i per línia materna del rei Alfons VII de Castella i la princesa Riquilda de Polònia. Fou germana del comte-rei Pere el Catòlic i el comte Alfons II de Provença. Vers el 1202 es casà amb el comte Ramon VI de Tolosa, titular del comtat de Tolosa, de qui fou la sisena esposa. D'aquesta unió no tingueren fills.